# Berg im Gau
Berg im Gau è un comune tedesco di 1 190 abitanti, situato nel land della Baviera.